# 深圳公交M375路
深圳公交M375路，是深圳市宝安区一条公共汽车线路，由宝安客运中心开往月亮湾公交综合车场，由深圳市西部公共汽车有限公司营运。

## 线路简介
- 深圳公交M375路由深圳市西部公共汽车有限公司营运。
- 该线路走向为宝安客运中心到月亮湾公交综合车场，全长22公里，全线拥有40部车，车型为金旅客车XML6115J33C和比亚迪纯电动客车CK6120LGEV空调巴士，全程行驶时间为70分钟。
- 服务时间：06:30-21:30
- 班次间隔：10分钟一班（低峰期），8分钟一班（平峰期），6分钟一班（高峰期）

## 途经站点
- 去程：宝安客运中心 - 宝安文具批发市场 - 大益广场 - 西乡盐田大门 - 圣淘沙 - 富通城二期 - 富通城 - 宝安一外初中部 - 中英公学西 - 豪业华庭 - 宝安小学 - 福中福 - 宝安妇幼东 - 君逸世家 - 宝安体育馆 - 宝安行政中心东 - 宝安中心站(2) - 丽晶国际 - 创业天虹商场 - 宝安交通运输局(2) - 深南北环立交(2) - 星海名城 - 大新小学 - 大新村 - 南山残联 - 鼎太风华 - 南山村西 - 太子山庄(2) - 南山实验荔林小学 - 青青世界 - 深大附中 - 南山花园 - 前海兴海路口 - 月亮湾花园 - 月亮湾花园三号门 - 棉山路口 - 月亮湾公交综合车场 (37站)

- 回程：月亮湾公交综合车场 - 棉山路口 - 月亮湾花园三号门 - 月亮湾花园 - 前海兴海路口 - 南山花园 - 深大附中 - 青青世界 - 南山实验荔林小学 -太子山庄(1) - 南山村西 - 鼎太风华 - 南山残联 - 大新村 - 大新小学 - 星海名城 - 深南北环立交(1) - 宝安交通运输局 - 创业天虹商场 - 丽晶国际 - 宝安中心站 - 宝安体育馆 - 君逸世家 - 宝安妇幼东 - 福中福 - 宝安小学 - 豪业华庭 - 中英公学西 - 富通城 - 富通城二期 - 圣淘沙 - 西乡盐田大门 - 大益广场 - 宝安文具批发市场 - 宝安客运中心(35站)

## 历史
- 深圳公交396路于2007年4月18日开通，396路是中南运输集团2006年在深圳市公共交通线路经营权招投标活动的中标项目之一，以中南运输集团当时购买的未知数量宇通客车ZK6926HGA运营，开线时走向是从新中心区总站开往月亮湾花园（月亮湾公交综合车场）。[1]
- 2008年396路从中南运输集团合并到深圳西部公共汽车有限公司（第一分公司新中心区车队）。
- 2008年8月，随着宝安客运中心的开通，396路的起点站新中心区总站改到宝安客运中心。[2]

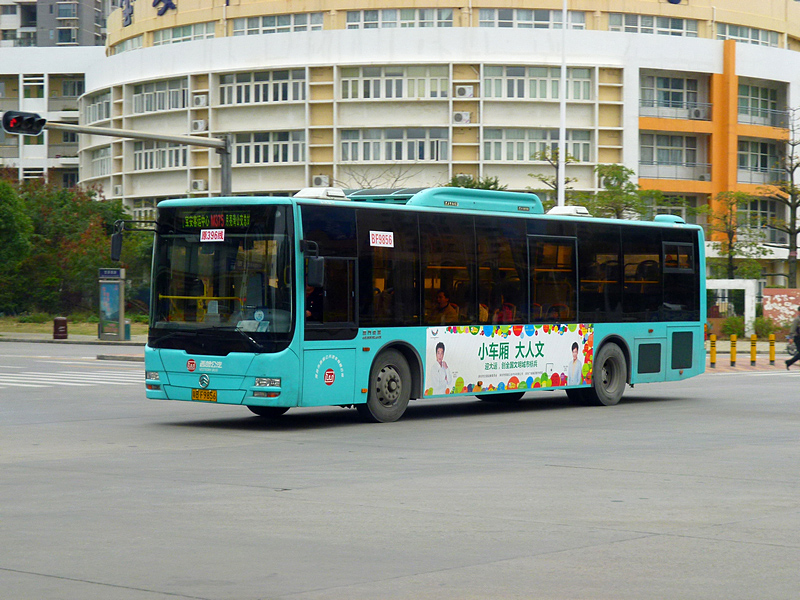
深圳公交M375路金龙旅行车XML6115J33C

- 2009年3月，由于深圳地鐵1號綫二期工程开始全封闭围挡施工（工期约16个月），届时新湖路-罗田路路口将封闭，公交车辆需借道宝安大道、裕安一路、创业路进行疏解，396的停靠站台也随之受到影响。本来去程回程应停靠丽晶国际、行政中心、宝安体育馆等站台，但由于地铁施工，所以改到金成名苑（去程）、西城上筑（回程）、宝安赛格、行政中心北、深业新岸线等站台。[3]
- 2009年12月，由于高峰期396路客流压力大，西部公汽新购入20部的厦门金旅XML6115J33C，以缓解396路高峰期客流过多的压力。
- 2011年3月，2010年度深圳市星级公交线路初步评定结果中，396路初步当选为深圳市三星级公交线路。[4]
- 2011年8月，为了大力推广比亚迪纯电动客车CK6120HGEV，且396路尚有6部ZK6926HGA，遂西部公汽购入28部CK6120LGEV与396路，且ZK6926HGA调出至M210路、628路（现M376路）缓解这两个线路的高峰期车少的压力；并调走未知数量的XML6115J33C于662路（现M379路），使662路运力得到有效补充。
- 2011年12月13日，深圳公交396路按照深圳地鐵1號綫修建前的道路走向行驶，深圳公交396路也随之更改编号为深圳公交M375路。[5]

## 资料来源
1. ↑  http://news.sohu.com/20070419/n249537101.shtml （页面存档备份，存于） 宝安新开6条公交线
2. ↑  http://www.chinahighway.com/news/2008/272100.php （页面存档备份，存于） 深圳：16条公交线路近期调整
3. ↑  .   [2011年5月13日]. （原始内容存档于2014年2月1日）. 宝安区临时调整13条公交线路
4. ↑  
http://www.sztb.gov.cn/gov/detail.aspx?paraID=12101&clsID=232&pid=187%5B%5D 关于向社会公开征求《2010年度深圳市星级公交线路初步评定结果》意见的通知
5. ↑  
http://barb.sznews.com/html/2011-12/15/content_1865876.htm%5B%5D 数十条公交线路有变 
  - 2014年初，西部公汽将所有的CK6120HGEV换入M235和M330路运营，并从这两条线路调配未知数量的五洲龙FDG6111HEVG2来本线路运营。

西部公汽37条线路及部分途经宝安线路月内调整完毕，请市民乘车时留意车内告示